# Thairopora dispar
Thairopora dispar är en mossdjursart som först beskrevs av William MacGillivray 1869.  Thairopora dispar ingår i släktet Thairopora och familjen Thalamoporellidae. Inga underarter finns listade i Catalogue of Life.